# ويليام سامبسون (مؤلف)
ويليام سامبسون (بالإنجليزية: William Sampson (author))‏ (و. 1959 – 2012 م) هو كاتب من كندا .

## التعليم
تعلم في جامعة إدنبرة